# Málaga (vino)

Localizzazione produttiva

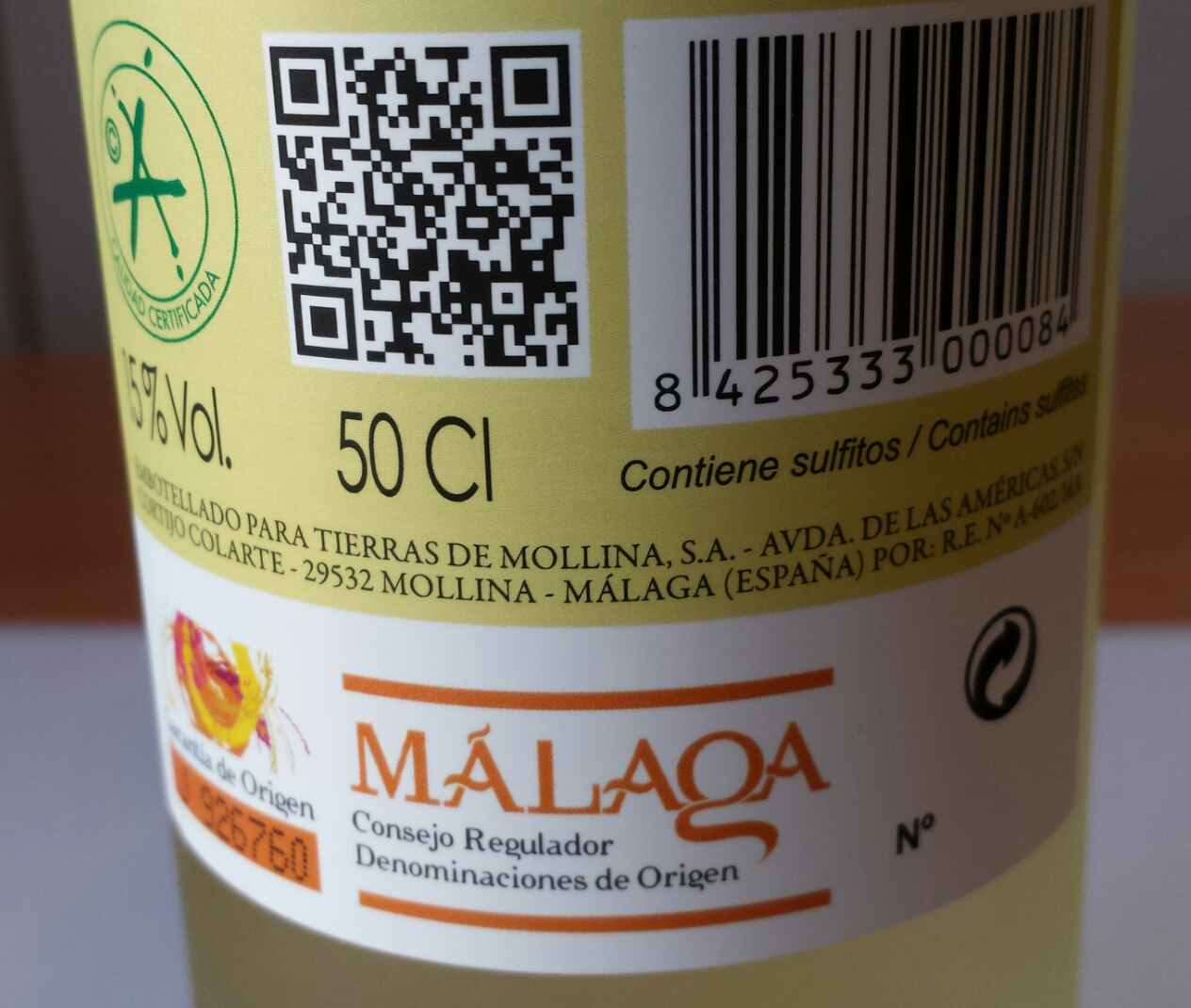
Etichetta

Il Málaga è un vino spagnolo, prodotto in Andalusia nell'area attorno alla città di Malaga. La sua denominazione risale al 1932.

## Uve
- Prevalenti: Moscatel de Alejandría, Moscatel Morisco e Pedro Ximénez.
- Adatte: Doradilla, Rome, Lairén

## Tipi di vino
- Vini liquorosi da 15% vol. a 22% vol.
- Vini dolci naturali a partire da 13% vol.

## Caratteristiche
Colore variabile dal giallo dorato al nero, profumi floreali e fruttati che divengono più complessi nei vini con maggiore invecchiamento.

## Denominazioni
In base al periodo di invecchiamento i vini vengono denominati:
- Málaga Pálido: nessun invecchiamento.
- Málaga: 6-24 mesi.
- Málaga Noble: 2-3 anni.
- Málaga Añejo: 3-5 anni.
- Málaga Trasañejo: superiore a 5 anni.

In base al loro contenuto zuccherino i vini sono denominati:
- Dulces (dolce): a loro volta distinti in:
  - vino maestro.
  - Vino tierno.
  - Vino dulce natural.

- Semidulces (semidolce).
- Semisecos (semisecco).
- Secos (secco).

## Curiosità
Il gusto di gelato Malaga prende il nome proprio da questo vino e dal tipo di uva, utilizzati nella sua preparazione.